# Мукомбо, Мванза
Альберт Мванза Мукомбо (фр. Albert Mwanza Mukombo; 17 декабря 1945, Бельгийское Конго) — заирский футболист, защитник.

## Биография
С 1968 года по 1974 год играл за заирский клуб «ТП Мазембе» из города Лубумбаши.
Выступал за национальную сборную Заира. Участник пяти Кубков африканских наций (1968, 1970, 1972, 1974 и 1976). Вместе со сборной дважды становился победителем КАФ в 1968 в Эфиопии и 1974 в Египте.
В квалификации на чемпионат мира 1974 Мванза Мукомбо провёл 5 матчей. В 1974 году главный тренер Заира Благоя Видинич вызвал Мукомбо на чемпионат мира, который проходил в ФРГ и стал первым мундиалем для Заира в истории. Мукомбо был заявлен под 3 номером. В своей группе команда заняла последнее 4 место, уступив Шотландии, Бразилии и Югославии. Мукомбо сыграл во всех 3 матчах.
Всего за сборную Заира провёл 21 матч.

## Достижения
- Победитель Кубка африканских наций (2): 1968, 1974